# Волков, Иван Васильевич (Герой Социалистического Труда)
Иван Васильевич Волков (14 июля 1925 год, село Сылгы-Ытар, 1-й Мятисский наслег, Среднеколымский улус — 10 декабря 2010 год, село Сылгы-Ытар, 1-й Мятисский наслег, Среднеколымский улус, Якутия) — кадровый охотник совхоза «Среднеколымский» Среднеколымского района Якутской АССР. Герой Социалистического Труда (1971). Депутат Верховного Совета СССР 10-го созыва. Депутат Верховного Совета Якутской АССР.

## Биография
Родился в 1925 году в семье охотника в селе Сылгы-Ытар. В 1942 году окончил среднюю школу в Среднеколымске, после чего возвратился в родное село, где с 1943 года стал заниматься охотничьим промыслом в колхозе «Путь коммунизма». С 1949 года — кладовщик в этом же колхозе. С 1955 года возглавлял бригаду охотников. Потом некоторое время возглавлял колхоз и с 1961 года — заведующий молочно-товарной фермой, заместитель председателя колхоза «Путь коммунизма» (позднее — совхоз «Среднеколымский», позднее — имени 50-летия СССР). С 1965 года снова занимался охотой.
За годы Восьмой пятилетки (1966—1970) в четыре раза перевыполнил задания этой пятилетки. Указом Президиума Верховного Совета СССР от 8 апреля 1971 года за выдающиеся успехи, достигнутые в развитии сельскохозяйственного производства и выполнении пятилетнего плана продажи государству продуктов земледелия и животноводства удостоен звания Героя Социалистического Труда с вручением ордена Ленина и золотой медали «Серп и Молот».
После выхода на пенсию проживал в родном селе, где скончался в 2010 году.
Сочинения
- Иван Васильевич Волков [Текст] / [хомуйан оҥордулар: С. А. Третьякова, М. Л. Волкова]. — Дьокуускай : Бичик, 2015. — 150, [1] с., [8] л. ил. : ил., портр., табл.; 20 см. — (Саха киэн туттар дьоно = Ими гордится Якутия).; ISBN 978-5-7696-4943-1 : 200 экз.

Память
- Его именем названа улусная гимназия в Среднеколымске[2].
- В Среднеколымске в 2015 году установлен бюст, посвящённый Ивану Васильевичу Волкову.

Награды
- Орден Ленина.
- Почётный гражданин Среднеколымского улуса[3].